# Europäischer Aal

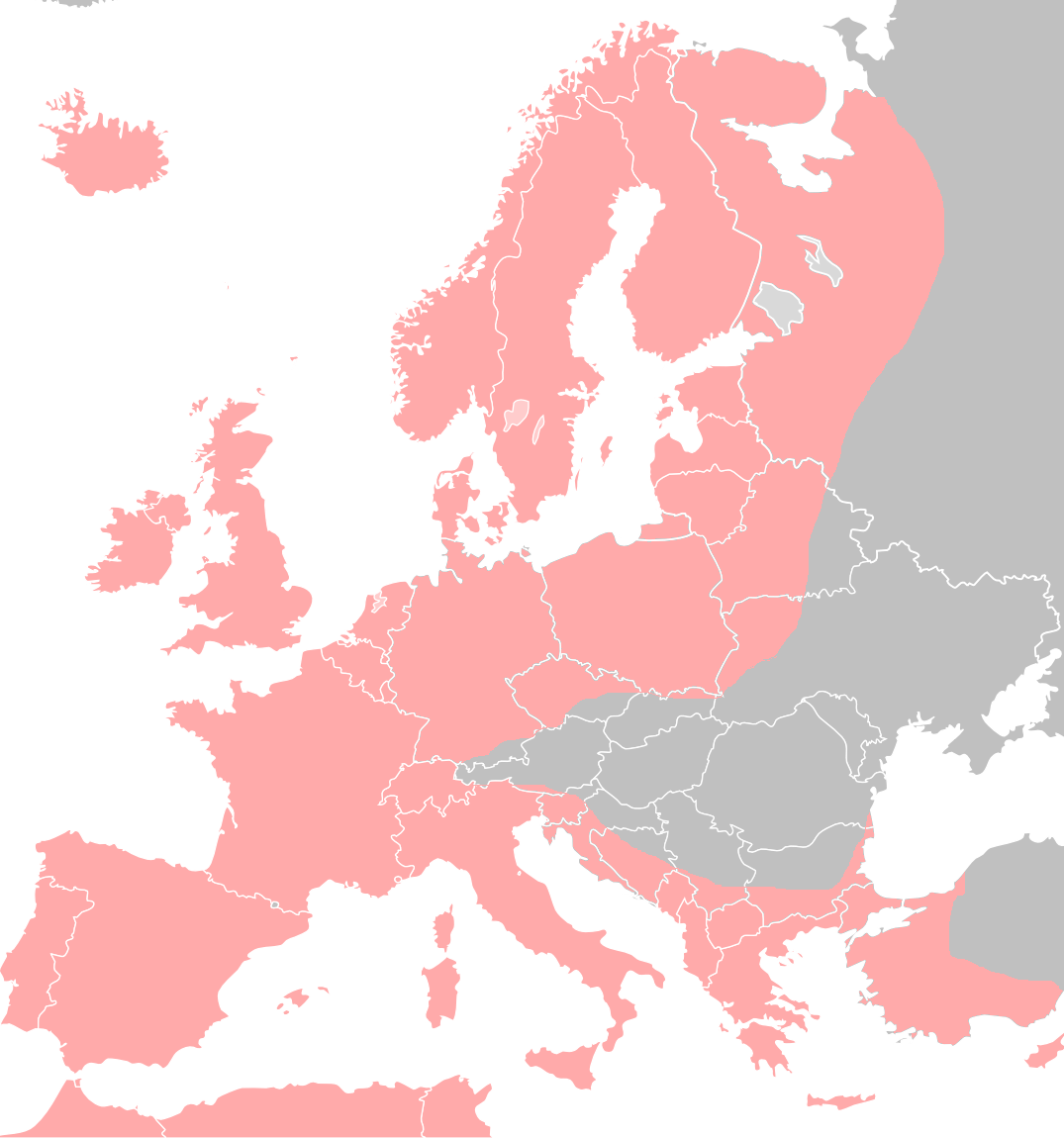
Verbreitungsgebiet in Europa

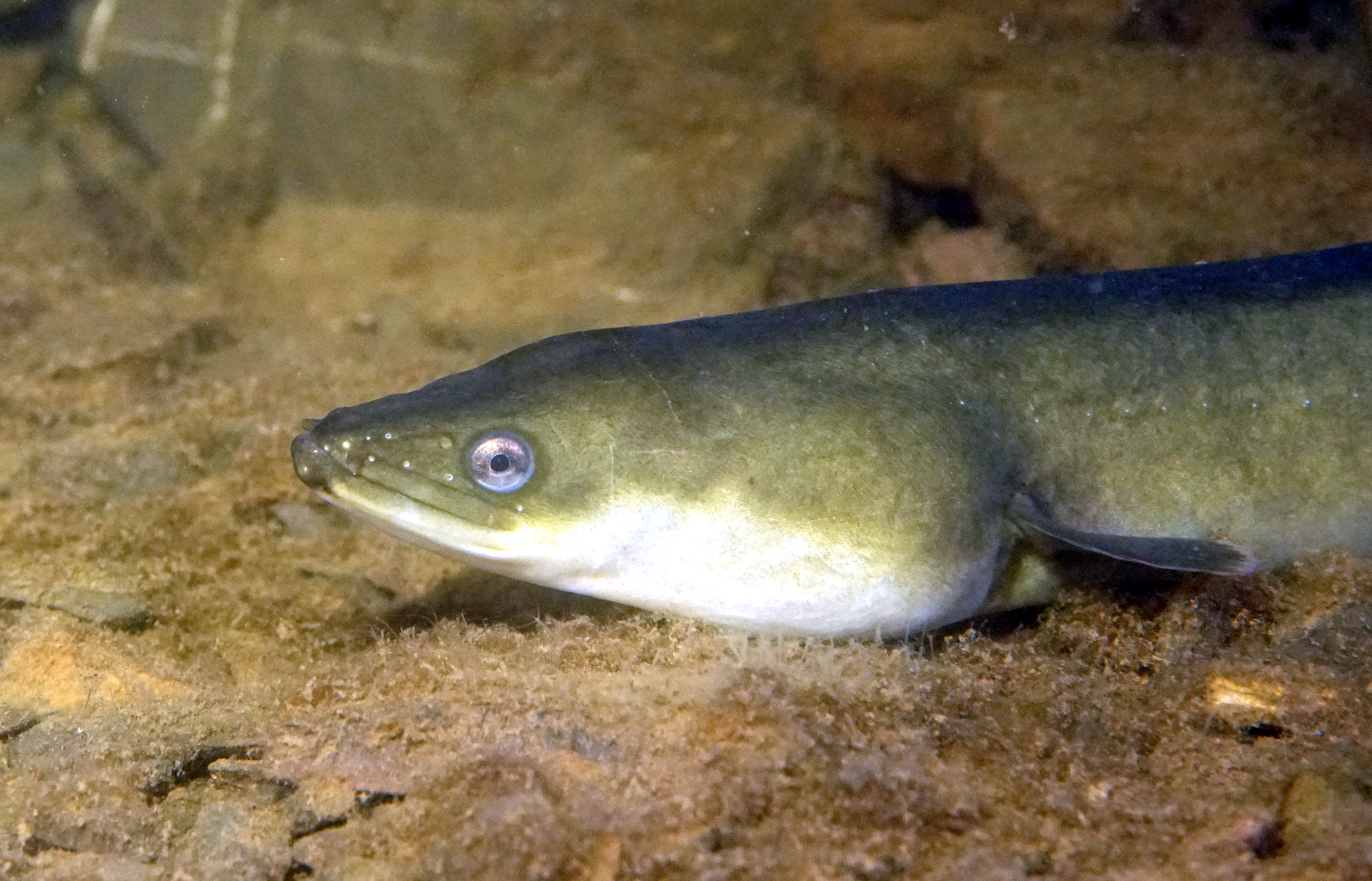
Kopf des Aals

Der Europäische Aal (Anguilla anguilla) ist eine vom Aussterben bedrohte Art der Aale und in ganz Europa, Kleinasien und Nordafrika beheimatet. Er hat einen schlangenförmigen, langgestreckten, drehrunden Körper. Die Rücken-, Schwanz- und Afterflosse bilden einen durchgängigen Flossensaum. In der dicken Haut sind sehr kleine Rundschuppen eingebettet. Der europäische Aal hat ein oberständiges Maul, das heißt, der Unterkiefer ist etwas länger als der Oberkiefer. Die Färbung der Oberseite kann zwischen schwarz und dunkelgrün, die der Unterseite zwischen gelb (junger, sog. Gelbaal) und weiß (erwachsener, sog. Blankaal) variieren. Erwachsene Weibchen können bis zu 150 cm lang und 6 kg schwer werden, Männchen erreichen nur 60 cm Länge. Solche Größen werden aber extrem selten erreicht, und schon ein Weibchen von einem Meter Länge ist ausgesprochen groß. 
Der Europäische Aal ist in Deutschland 1995, 2009 und 2025 sowie in der Schweiz 2018 zum Fisch des Jahres ernannt worden. Seit den 1970er Jahren ist der Bestand in Europa um 98 Prozent zurückgegangen.

## Lebenszyklus und Fortpflanzung

Lebenslauf der Aale

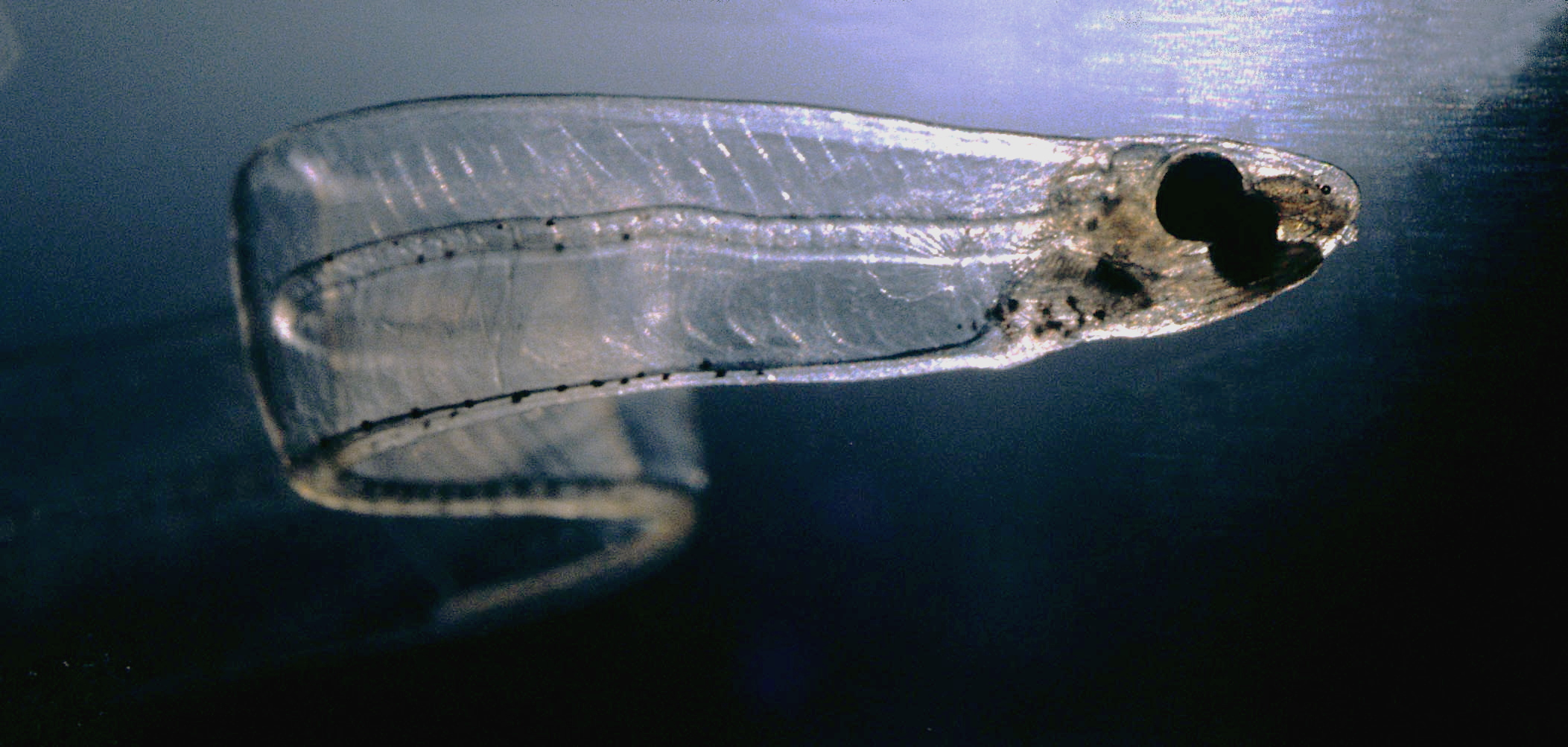
Eine Weidenblattlarve

Aale schlüpfen im Atlantik, in der Sargassosee (in der Nähe der Bahamas). Wegen ihrer Form heißen die Aallarven Weidenblattlarven (Leptocephalus-Larve). Etwa drei Jahre brauchen diese Larven, um von der Sargassosee an die europäischen Küsten zu gelangen. Während man früher annahm, dass sie sich dabei passiv vom Golfstrom tragen lassen, weiß man heute, dass die Larven aktiv schwimmen.
Etwa 100 km vor der europäischen Küste beginnt die Metamorphose der Weidenblattlarven zu den ca. 7 cm langen Glasaalen. Im Frühjahr schwimmen sie in zum Teil großen Schwärmen von den europäischen Küsten flussaufwärts in die Binnengewässer des Landesinneren. Während dieser Zeit heißen sie „Steigaale“, wegen ihrer gelblichen Bauchfärbung auch „Gelbaale“.
In ihren Heimatgewässern wachsen sie die nächsten Jahre zur vollen Größe heran. Weibliche Tiere werden mit 12 bis 15 Jahren geschlechtsreif, männliche in einem Alter von 6 bis 9 Jahren. Zum Ablaichen wandern die Tiere im September/Oktober aus den Gewässern des Landesinneren über die Flüsse dahin zurück, wo sie geschlüpft sind: in die Sargassosee. Dabei werden innerhalb eines Jahres teilweise Strecken von über 5000 Kilometern ohne Nahrungsaufnahme gegen den Golfstrom zurückgelegt. Ergebnisse, die per Satellitentelemetrie an Aalen gewonnen wurden, denen satellitenerkennbare Markierungen angebracht wurden, zeigten, dass die Tiere sich während der Wanderung tagsüber in kühlen Wässern zwischen 200 und 1000 Metern Tiefe aufhalten und nachts in wärmeren Oberflächenbereichen schwimmen. Dabei legen sie zwischen Irland und den Bahamas auf den ersten 1300 Kilometern nur 5–25 Kilometer pro Tag zurück, viel weniger als die 35 Kilometer, die nötig wären, um innerhalb eines Jahres die Strecke von 5000 km zu bewältigen. Daraus folgert man, dass die Aale später Wasserströmungen ausnutzen, die ihnen dann eine höhere Tagesgeschwindigkeit ermöglichen – eine Weile nahm man daher auch an, europäische Aale erreichten das Laichgebiet gar nicht und alle Jungaale stammten von amerikanischen Eltern und schwärmten nach beiden Richtungen aus.
Während der letzten Zeit in den Binnengewässern und auf dem Weg zurück zum Meer verändern sich die Körpermerkmale der Tiere: Ihre ursprüngliche Färbung wechselt von grün-braun zu silbrig-grau, der After zieht sich ein und die Augen vergrößern sich – der Aal wird zum „Blankaal“ bzw. „Silberaal“. Dieser Umwandlungsprozess dauert ca. vier Wochen. In dieser Zeit wird die Nahrungsaufnahme immer weiter eingeschränkt und schließlich ganz eingestellt, denn der Verdauungstrakt bildet sich komplett zurück. Stattdessen entwickeln sich die Geschlechtsorgane, die später die gesamte Leibeshöhle einnehmen. Die Energie für den „Umbau“ des Körpers und für die lange Reise zum Laichort entnehmen die Aale ausschließlich ihren Fettreserven, die sie sich im Laufe der Jahre angefressen haben. Das Fettreservoir wird in den Eingeweiden und unter der Haut gebildet: Aale gehören zu den so genannten „Fettfischen“, denn ihre Körpermasse kann bis zu 30 % aus Fett bestehen.
Das Umfärben ist vermutlich eine Anpassung an die Gegebenheiten des offenen Meeres – dort ist ein silbrig-glänzender Unterbauch weniger auffällig als ein gelber. Auch die vergrößerten Tiefseeaugen der Tiere könnten eine weitere Anpassung an die Gegebenheiten des Meeres sein.
Während der Wanderung müssen sich die Aale den erheblichen Änderungen in der Umgebungsosmolarität anpassen. Dabei kommt es zu Umwandlungen in den Kiemenepithelien der Tiere. Dieser Prozess wird insbesondere durch Prolaktin gesteuert, ein Hormon, das beim Menschen vor allem aufgrund seiner Wirkung auf die Milchdrüsensekretion bekannt ist. Aale sind in der Lage, außerhalb des Wassers beachtliche Strecken über feuchtes Land zurückzulegen, denn sie können den lebensnotwendigen Sauerstoff über die Haut aufnehmen.
In der Sargassosee laichen die Tiere ab und sterben. Da Aale sich nur einmal am Ende ihres Lebens fortpflanzen und anschließend sterben, zählen sie zu den semelparen Tierarten. Aale können ein Alter von 50 bis 80 Jahren, in Einzelfällen auch deutlich über 100 Jahren erreichen, wenn sie keine Möglichkeit zum Abwandern haben.
Vom Amerikanischen Aal ist der Europäische Aal äußerlich kaum zu unterscheiden. Dennoch ist eine Hybridisierung – aufgrund von prä- und postzygotischen Barrieren – kaum zu beobachten. Der Europäische und der Amerikanische Aal laichen in der Sargassosee südlich der Bermuda-Inseln zwischen 20° und 30° nördlicher Breite und 80° und 50° westlicher Länge, der Japanische Aal im westlichen Nordpazifik südlich von Japan nahe Guam und der australische Kurzflossen-Aal und der Neuseeland-Aal im zentralen Pazifik zwischen dem Bismarck-Archipel und Fidschi. 

## Lebensweise
Aale sind insbesondere in der Dämmerung und in der Nacht aktiv. Sie ernähren sich vorwiegend von Würmern, (Klein-)Krebsen, Insektenlarven etc., aber auch von Fischlaich und Fischen. Kleinfische werden aktiv im Mittelwasser und an der Wasseroberfläche gejagt. Dabei erweist sich der Aal als geschickter Jäger.
Der Europäische Aal kommt im Süßwasser in zwei Ernährungsvarianten vor: Die eine ist der Spitzkopfaal, mit schmalem Kopf und spitz zulaufender Schnauze, der sich vorwiegend von Krebsen und anderen Wirbellosen ernährt. Die andere Variante ist der Breitkopfaal, mit breitem Kopf und breiter Schnauze, ein Fischjäger.
Beide Formen existieren auch nebeneinander in den gleichen Gewässern, wobei die prozentuale Verteilung auf die beiden Formen ausschließlich von dem vorherrschenden Nahrungsangebot abhängt. So wird man in Gewässern mit großem Bestand an kleinen Fischen und geringem Bestand an Krebsen bis zu 90 % Breitmaulaale im Verhältnis zu Spitzmaulaalen finden und umgekehrt.
Die oft verbreitete Aussage, Aale seien Aasfresser, resultiert aus ihrem Versteckverhalten, das früher durch das Auslegen von Tierschädeln zum Fang genutzt wurde. Diese Fangmethode wurde in der Blechtrommel von Günter Grass – fachlich falsch – beschrieben. Fischer wissen, dass Aale bestenfalls frisch getötete Köder fressen, niemals aber verweste. Das liegt nicht zuletzt in dem extrem fein ausgebildeten Geruchssinn des Aales begründet. Er ist in der Lage, einzelne Geruchs- oder Geschmacksmoleküle wahrzunehmen. Seine röhrenartig ausgebildeten Nasenlöcher befähigen ihn zudem, eine Geruchsspur in allen drei Dimensionen wahrzunehmen und zu verfolgen (stereoskopisches Riechen).

## Wanderung
Aale sind, wie angedeutet, katadrome Wanderfische, was bedeutet, dass sie zum Laichen vom Süßwasser ins Meer ziehen. Die Reise in die Sargassosee dauert ein bis anderthalb Jahre, und sie beginnt in den Wohngewässern der Aale. Im Oktober und November, bei mildem Wetter auch noch im Dezember, werden die Aale unruhig und ziehen in den Abend- und Nachtstunden los, besonders wenn es stürmt und regnet. Anfangs ziehen sie noch sehr aktiv, schlängeln aus den kleinsten Gräben in größere Bäche oder auch aus stehenden, abgeschlossenen Gewässern durch feuchtes Gras in den nächsten Bach oder Fluss. In den großen Strömen wie Rhein, Weser, Ems, Elbe und Oder lassen sie sich energiesparend weitgehend von der Strömung treiben. Dabei schweben sie, S-förmig gekrümmt, im Mittelwasser. In der Mündung angekommen, schwimmen sie wieder aktiv und gehen sofort auf Tiefe.
Während ihrer Wanderung im Meer führen die Blankaale tagesperiodische Vertikalwanderungen aus, d. h. tagsüber schwimmen sie in Tiefen bis zu 1000 m und steigen nachts fast bis an die Wasseroberfläche. Im folgenden Jahr treffen sie dann in der Sargassosee ein, wo sie vermutlich in Tiefen bis zu 2000 m laichen. Nach Paarung und Abgabe der Geschlechtsprodukte sterben sie.

## Wissenschaftsgeschichte

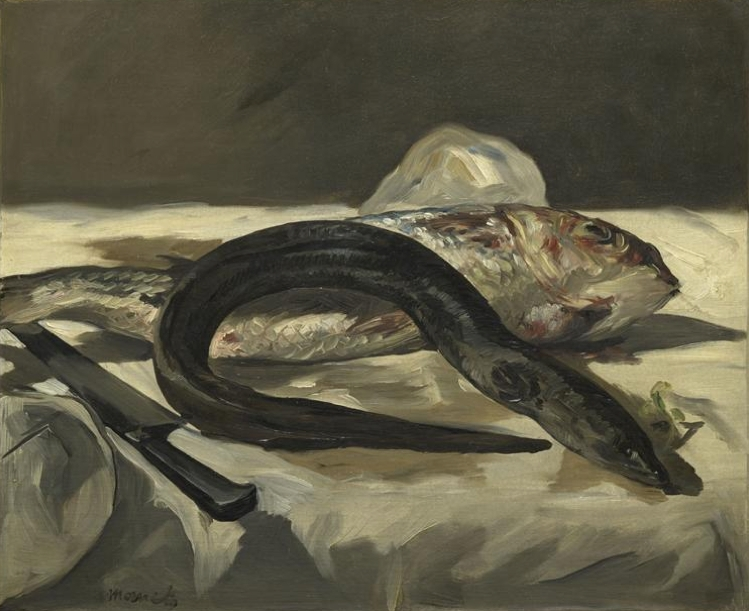
Édouard Manet, 1864

Der Lebenszyklus des Europäischen Aales gab den Menschen über viele Jahrhunderte Rätsel auf. Aristoteles war noch davon überzeugt, dass Aale entweder spontan im Schlamm entstünden, sich aus Staub bildeten oder von Erdwürmern geboren werden. Auch die lebendgebärende Aalmutter (Zoarces viviparus), ein kleiner bis mittelgroßer Meeresfisch mit langgestrecktem Körper, erhielt ihren Namen, weil ihr nachgesagt wurde, sie gebäre kleine Aale. Im Mittelalter wurde der Aal häufig den Schlangen zugeordnet oder zumindest behauptet, dass Aale und Schlangen sich paaren würden. Zahlreichen Bestandteilen des Aals wurden in der Volksmedizin heilende Kräfte zugesprochen.
Erst gegen Ende des 19. Jahrhunderts erkannte Giovanni Battista Grassi die durchsichtigen und weidenblattähnlich geformten Fischchen, die bis dahin als Leptocephalus brevirostris wissenschaftlich beschrieben worden waren, als Larvenform der Aale. Da die Jungaale in der Straße von Messina gefangen wurden, vermutete man den Laichgrund der Aale im Mittelmeer. 1904 befand sich der dänische Zoologe Johannes Schmidt auf dem Forschungsschiff Thor, als er bei den Färöer Weidenblattlarven fand. Als er 1912 die Ergebnisse seiner Forschungsreisen publizierte stieß er auf Unglauben. Aber 1922 entdeckte er die bis heute kleinsten Larven nördlich der Bermudas. In den 1970er Jahren begann man Aale mit Transpondern auszustatten, was die Hinweise auf die Sargassosee verstärkte. 2017 konnte man die Azoren als wichtigen Wegpunkt identifizieren und seit etwa 2020 weiß man, dass die Wanderung der Aale von den Azoren zur Sargassosee ca. 1 Jahr dauert.
Der genaue Paarungsprozess konnte bisher nie in freier Wildbahn beobachtet werden. 2013 und 2017 wurden experimentelle Nachweise publiziert, denen zufolge Europäische Aale sich im Erdmagnetfeld orientieren können und folglich einen Magnetsinn besitzen.
Nachdem beim Japanischen Aal das bei einer Bindung an Bilirubin grünlich fluoreszierende Protein UnaG entdeckt wurde, gelang dessen Nachweis auch beim Europäischen Aal.

## Gefährdung
Der Europäische Aal gilt inzwischen als stark gefährdet, die IUCN listet die Art als Critically Endangered (vom Aussterben bedroht), die Vertragsstaaten des Washingtoner Artenschutzübereinkommens (CITES) haben 2007 die Aufnahme des Europäischen Aals in den Anhang II (schutzbedürftige Arten) des Übereinkommens beschlossen, was von der Europäischen Union 2009 umgesetzt wurde.

### Fischfang
Glasaale werden in großen Mengen vor den europäischen Küsten gefangen, um direkt verzehrt oder in Aquakulturen, beispielsweise in Asien, gemästet zu werden. In den letzten Jahren gingen die Fangzahlen dramatisch zurück (laut Greenpeace in den letzten 20 Jahren um 99 %). Zudem werden durch öffentlich geförderte Aal-Besatzmaßnahmen Glasaale in Mündungsbereichen großer Flüsse gefangen und in Binnengewässer eingesetzt, um die Aalbestände zu verbessern. Vom Fischereiökologen Reinhold Hanel wird diese Praxis kritisiert, da viele Tiere (nach einer französischen Studie 40 %) beim Fang und Transport sterben. Inzwischen ist ein lukrativer illegaler Handel mit Glasaalen von Europa nach Asien entstanden.

### Schwimmblasenwurm
Der aus dem asiatischen Raum eingeschleppte Schwimmblasenwurm lebt als Larve obligat in Hüpferlingen und wird mit ihnen vom fressenden Aal aufgenommen. Im Aal entwickelt sich der Wurm und wandert in die Schwimmblase, wo er von Epithel- und auch Blutzellen lebt. Die Schwimmblase wird durch den Wurm geschädigt und kann ihre Funktion, das Austarieren des Fisches im Freiwasser, nicht mehr erfüllen. Solange der Aal im Süßwasser lebt, ist er ein Bodenfisch, der nur wenig auf seine Schwimmblase angewiesen ist. Sobald er aber als Blankaal ins Meer wandert, wird die Schwimmblase zu seinem wichtigsten Druckausgleichsorgan. Eine geschädigte Schwimmblase kann aber dem Aal kein freies Schweben im Wasser mehr ermöglichen, so dass der Aal vermehrt Energie ins Schwimmen stecken muss. Diese Energie, die er ausschließlich aus seinen Fettreserven bezieht, reicht dann evtl. nicht mehr für die gesamte Reise aus bzw. fehlt beim späteren Laichgeschäft. Das heißt, dass der Aal während der Reise verhungert bzw. später nicht mehr laicht.

### Umweltverschmutzung
Viele Giftstoffe, die in die Flüsse gelangt sind, sind fettlöslich. Der Aal nimmt sie mit seiner Nahrung auf und reichert sie dadurch in seinen Fettvorräten an. Beim Umbau seines Körpers – Abbau der Verdauungsorgane, dafür Aufbau der Geschlechtsorgane – gelangen diese Giftstoffe in die Gonaden und können eine erfolgreiche Reproduktion verhindern.

### Wasserkraftwerke
Zwar zeichnet sich der Aal durch ein extrem zähes Wanderverhalten aus, das ihn zu Landgängen befähigt oder ihn sogar glatte Betonwehre überwinden lässt, doch bei der Abwanderung werden die Blankaale in großer Zahl Opfer der Wasserkraftwerke. Sie folgen der Strömung und gelangen dadurch in die Turbinen der Kraftwerke.
Der Europäische Aal hat den Status vom Aussterben bedroht. Schätzungen gehen davon aus, dass es diesen Fisch in 20 bis 30 Jahren in europäischen Gewässern nicht mehr geben wird. Diese Einschätzung basiert auf dem starken Rückgang des Glasaalaufkommens an europäischen Küsten seit Ende der 1970er Jahre (Moriarty & Dekker 1997).
In der Schweiz kommen Aale daher beispielsweise nur noch durch Fischbesatz vor.

### Fisch des Jahres
Der Verband Deutscher Sportfischer (VDSF), das Österreichische Kuratorium für Fischerei und Gewässerschutz (ÖKF), das Bundesamt für Naturschutz (BfN), der Verband Deutscher Sporttaucher (VDST) und der Schweizerische Fischerei-Verband (SFV) haben den Aal zum Fisch des Jahres in Deutschland 1995, 2009 und 2025 sowie zum Fisch des Jahres in Österreich 2009 und zum Fisch des Jahres in der Schweiz 2018 gewählt. Mit diesen Wahlen soll auf die Gefährdung hingewiesen und für verbesserten Schutz geworben werden.

## Aalfang und Bedeutung in der Küche
Die Aalwanderung in der Ostsee durch die dänischen Belte war die Basis für eine bedeutende traditionelle Fischerei mit charakteristischen Netzen (Bundgarn). Meist werden Aale aber in Aalreusen gefangen, die besondere Fallenkonstruktionen darstellen.
Der Aal ist ein beliebter Speisefisch, der sich durch sein extrem fettreiches Fleisch auszeichnet. Aufgrund seines Fettgehaltes eignet er sich besonders zum Räuchern. Er wird aber auch gebraten oder gekocht. Darreichungsformen sind neben Räucheraal der Aalspieß und die Aalsuppe. Als Spezialität im Hannöverschen Raum wird vor allen Dingen Steinhuder Rauchaal auch als „Aal in Gelee“ und „Aal grün“ zubereitet. Die Hamburger Aalsuppe enthält als Zutat Räucheraal. Das Fleisch des Aals besteht größtenteils aus Fett (ca. 70 % ungesättigte Fettsäuren) und ist reich an Proteinen.  Wie die meisten Fischarten ist der Aal reich an Vitamin B12 und Vitamin D. Daneben kommen auch Vitamin A, Vitamin B3 und Vitamin E in nennenswerten Mengen vor. Das Blut des Aals enthält ein hämolytisches Gift (Ichthyotoxin), welches allerdings beim Kochen, Braten oder Räuchern neutralisiert wird. Aalblut sollte daher nicht mit den Augen oder Schleimhäuten in Berührung kommen. Es kann zu Lähmungserscheinungen oder Erbrechen führen. Aalbricken sind kleine Aale, welche zu Bratmarinaden verarbeitet werden.
| 100 g Aal (roh) enthalten durchschnittlich: |        |        |        |           |            |             |           |           |
| Energie                                     | Wasser | Fett   | Eiweiß | Vitamin A | Vitamin B3 | Vitamin B12 | Vitamin D | Vitamin E |
| 770 kJ (184 kcal)                           | 68,3 g | 11,7 g | 18,4 g | 1,04 mg   | 3,5 mg     | 3 µg        | 23 µg     | 4 mg      |

Die ersten Aalesser waren wohl die Skandinavier, denn in deren Küchenabfällen aus der Zeit zwischen dem Spätpaläolithikum und der Eisenzeit wurden Aalskelette gefunden.